# Прозоров, Алексей Яковлевич
Алексе́й Я́ковлевич Про́зоров (1842—1914) — русский предприниматель и финансист, председатель Санкт-Петербургского биржевого комитета, член III Государственной думы от города Санкт-Петербурга.

## Биография
Православный. Потомственный дворянин, сын купца 1-й гильдии Якова Алексеевича Прозорова. Землевладелец Лужского уезда Санкт-Петербургской губернии. В Санкт-Петербурге владел домом по Галерной улице, 49.
По окончании курса в Московском коммерческом училище с золотой медалью, вступил в дело отца, имевшего оптовую торговлю хлебными и льняными товарами, отправлявшимися за границу через Архангельск. В 1879 году был учрежден торговый дом «Яков Прозоров с сыном», в котором отец и единственный сын Алексей Яковлевич были полными товарищами. В 1881 году, после смерти отца, остался единственным владельцем торгового дома. В 1882 году стал одним из учредителей Северного телеграфного агентства. В 1886 году был удостоен звания коммерции-советника. В 1897—1914 годах состоял председателем Санкт-Петербургского биржевого комитета. Был полным товарищем Русского товарищества котиковых промыслов, председателем правления Камчатского торгово-промышленного общества, страхового общества «Россия» и общества стеклянного производства «И. Ритинг» (в Дружной Горке), председателем акционерного общества Балтийской бумагопрядильной и ткацкой мануфактуры в Ревеле, а также акционером и пайщиком других коммерческих предприятий. Входил в Совет Волжско-Камского коммерческого банка. В 1906 году был избран председателем Совета съездов представителей биржевой торговли и сельского хозяйства.
Участвовал в различных совещательных органах при министерствах торговли и финансов. Состоял чиновником особых поручений при министре торговли и промышленности, членом Совета торговли и мануфактур, а также представителем торговли и мануфактур в советах по тарифным и железнодорожным делам. Имел чин тайного советника (1913).
Кроме того, занимался общественной деятельностью и благотворительностью. Избирался почетным мировым судьей Вятского и Лужского уездов. Состоял почетным попечителем дома призрения детей бедных граждан города Вятки, членом попечительного больничного совета биржевой барачной больницы, почетным членом совета Санкт-Петербургского коммерческого училища, а также пожизненным почетным членом Вятского губернского попечительства детских приютов. В 1891 году был избран почетным гражданином Вятки.
После провозглашения Октябрьского манифеста стал членом петербургского Клуба общественных деятелей и «Союза 17 октября». 7 сентября 1911 года был избран в члены III Государственной думы от Санкт-Петербурга 1-м съездом городских избирателей. Входил во фракцию октябристов. Состоял членом финансовой и о торговле и промышленности комиссий.
Скончался в 1914 году. Похоронен в Исидоровской церкви Александро-Невской лавры.

## Семья
Был женат на дочери дворянина Антонине Николаевне Мосоловой (р. 1849). Их дети:
- Яков (р. 1872), воспитанник Николаевского кавалерийского училища (1895), поручик лейб-гвардии Кирасирского Его Величества полка, штабс-ротмистр в отставке. Наследник семейного торгового дела.
- Алексей (1873—1902), окончил Санкт-Петербургский университет. Заведовал котиковым промыслом в Охотском море, составил «Экономический обзор Охотско-Камчатского края» (СПб., 1902). Трагически погиб в устье реки Камчатки. Был похоронен в Федоровской церкви Александро-Невской лавры.
- Борис, воспитанник Александровского лицея (1906), секретарь при начальнике Главного управления почт и телеграфов.
- Ольга (1870—1959), в первом браке Асташева, во втором браке — за князем А. В. Оболенским.

## Награды
- Высочайшая благодарность (1883);
- Высочайшая благодарность (1888);
- Орден Святой Анны 2-й ст. (1897);
- Орден Святого Владимира 3-й ст. (1901);
- Орден Святого Станислава 1-й ст. (1905).

Иностранные:
- бельгийский Орден Леопольда I, кавалерский крест (1886);
- ольденбургский Орден Заслуг герцога Петра-Фридриха-Людвига 4-й ст. (1888)